# Бретшнајдерова формула
Бретшнајдерова формула се користи у геометрији за одређивање површине четвороугла, и гласи
{\displaystyle P={\sqrt {(s-a)(s-b)(s-c)(s-d)-abcd\cos ^{2}{\frac {\alpha +\gamma }{2}}}},}
при чему су, a, b, c и d странице четвороугла, s је половина обима четвороугла, а {\displaystyle \alpha \,} и {\displaystyle \gamma \,} наспрамни углови.
Бретшнајдерова формула даје површину четвороугла без обзира да ли је он тетиван или није.

## Доказ
Ако се површина четвороугла означи са P, онда важи
{\displaystyle {\begin{aligned}P&={\text{povrsina }}\triangle BDC+{\text{povrsina }}\triangle ADB\\&={\tfrac {1}{2}}ab\sin \gamma +{\tfrac {1}{2}}cd\sin \alpha \end{aligned}}}
Одатле је
{\displaystyle 4P^{2}=(ab)^{2}\sin ^{2}\gamma +(cd)^{2}\sin ^{2}\alpha +2abcd\sin \alpha \sin \gamma .\,}
Према косинусној теореми важи
{\displaystyle a^{2}+b^{2}-2ab\cos \gamma =c^{2}+d^{2}-2cd\cos \alpha ,\,}
пошто су обе стране израза једнаке квадрату дужине дијагонале BD.
Уколико се сабирци прегрупишу и обе стране квадрирају, једнакост се може записати на следећи начин:
{\displaystyle {\tfrac {1}{4}}(c^{2}+d^{2}-a^{2}-b^{2})^{2}=(ab)^{2}\cos ^{2}\gamma +(cd)^{2}\cos ^{2}\alpha -2abcd\cos \alpha \cos \gamma .\,}
Сабирањем добијене једнакости са горњом формулом за {\displaystyle 4P^{2}} добија се
{\displaystyle 4P^{2}+{\tfrac {1}{4}}(c^{2}+d^{2}-a^{2}-b^{2})^{2}=(ab)^{2}+(cd)^{2}-2abcd\cos(\alpha +\gamma ).\,}
После сређивања, биће:
{\displaystyle 16P^{2}=4(a^{2}b^{2}+c^{2}d^{2})-(c^{2}+d^{2}-a^{2}-b^{2})^{2}-8abcd\cos(\alpha +\gamma ).\,}
Уколико се први члан збира са десне стране допуни до квадрата бинома, добија се:
{\displaystyle 16P^{2}=4(ab+cd)^{2}-(c^{2}+d^{2}-a^{2}-b^{2})^{2}-8abcd[1+\cos(\alpha +\gamma )].\,}
Ако се, затим, растави разлика квадрата са десне стране једнакости и ако се примени формула за половину угла на трећи сабирак, добија се:
{\displaystyle 16P^{2}=[2(ab+cd)-(c^{2}+d^{2}-a^{2}-b^{2})][2(ab+cd)+(c^{2}+d^{2}-a^{2}-b^{2})]-16abcd\cos ^{2}{\frac {\alpha +\gamma }{2}},\,}
односно
{\displaystyle 16P^{2}=[(a+b)^{2}-(c-d)^{2}][(c+d)^{2}-(a-b)^{2}]-16abcd\cos ^{2}{\frac {\alpha +\gamma }{2}}.\,}
Претходна једнакост може се записати и овако:
{\displaystyle 16P^{2}=(a+b+c-d)(a+b-c+d)(c+d+a-b)(c+d-a+b)-16abcd\cos ^{2}{\frac {\alpha +\gamma }{2}}.}
Узевши у обзир да је полуобим четвороугла
{\displaystyle s={\frac {a+b+c+d}{2}},}
добија се
{\displaystyle 16P^{2}=16(s-a)(s-b)(s-c)(s-d)-16abcd\cos ^{2}{\frac {\alpha +\gamma }{2}}}
одакле следи Бретшнајдерова формула.

## Повезаност са другим формулама
Бретшнајдерова формула је уопштење формуле Брамагупте за површину тетивног четвороугла, а ова је уопштење Хероновог обрасца који се користи за израчунавање површине троугла.